# Destanni Henderson
Destanni Mone Henderson (Fort Myers, 2 settembre 1999) è una cestista statunitense.

## Carriera
È stata selezionata dalle Indiana Fever al secondo giro del Draft WNBA 2022 (20ª scelta assoluta).

### Nazionale
Con la nazionale statunitense ha disputato i Campionati americani del 2021, conclusi con la vittoria del torneo.

## Palmarès
- McDonald's All-American Game (2018)

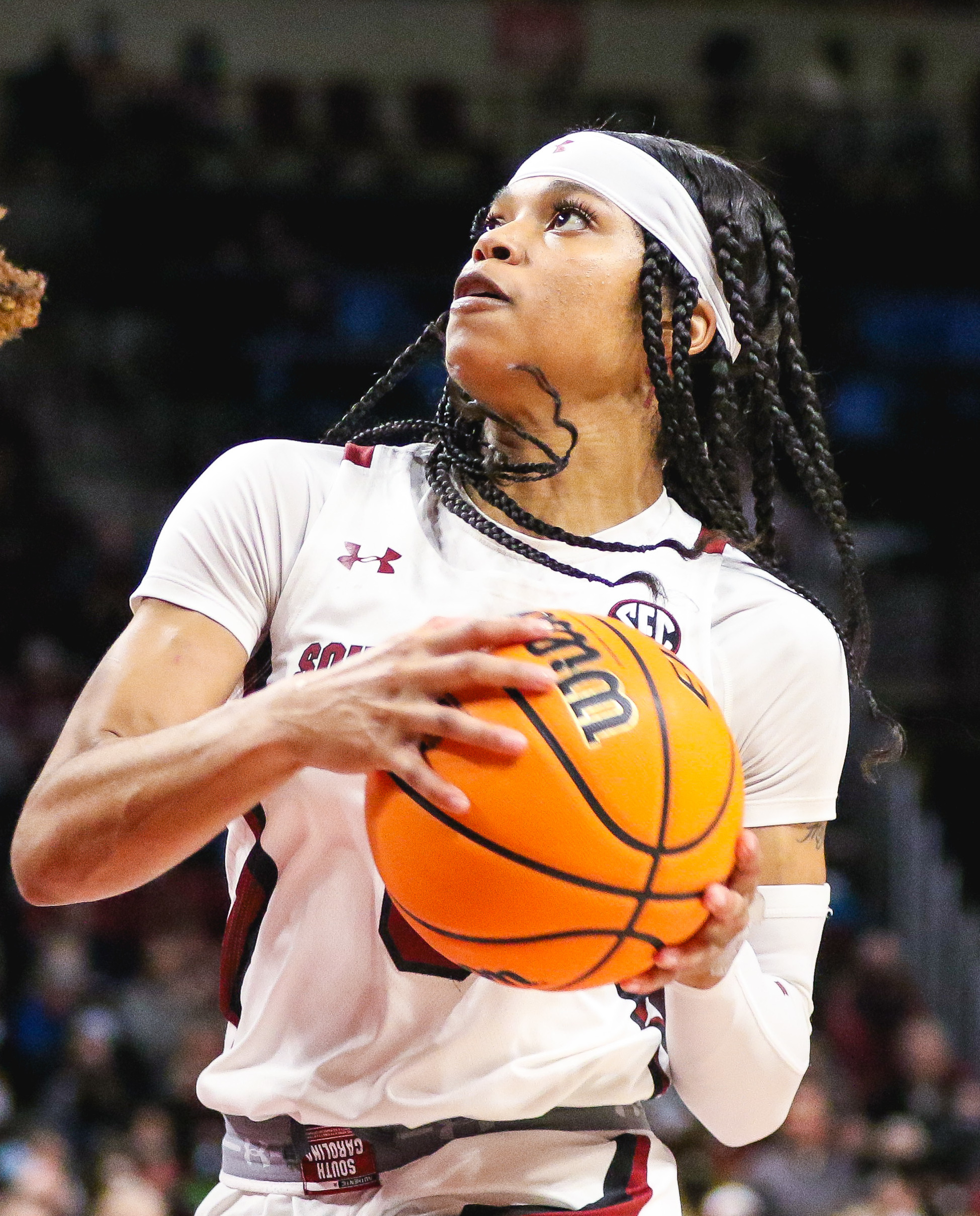
Henderson nel 2021